# Dina Lisboa
Enedina Lisboa (Angatuba, 12 de setembro de 1912 — Angatuba, 4 de agosto de 1987), mais conhecida como Dina Lisboa, foi uma atriz brasileira.

## Biografia
Foi professora primária, transferiu-se em 1935 para uma das escolas da capital, tendo abandonado o magistério em 1939, para ingressar no funcionalismo público. Em São Paulo, estudou canto, dança e declamação, tendo cursado, entre 1949 e 1951, a Escola de Arte Dramática. Entre os grupos de teatro que integrou, destacam-se a Companhia Sérgio Cardoso, o Teatro Brasileiro de Comédia (TBC) e Teatro de Arena. Atuou em Betão Ronca Ferro, em que interpretou Neusa.
Sua coleção é composta por peças teatrais, periódicos, recortes de jornais, folhetos e discos de música erudita e popular brasileira, correspondência, manuscritos sobre teatro e fotografias das atuações da atriz no teatro e na televisão. Seu arquivo pessoal encontra-se no acervo da Unicamp.

## Filmografia

### Cinema
| Ano  | Título                     | Personagem                            |
| ---- | -------------------------- | ------------------------------------- |
| 1977 | Que Estranha Forma de Amar | dona Valéria                          |
| 1973 | Portugal... Minha Saudade  | dona Pacheca                          |
| 1970 | A Arte de Amar bem         | ( eps : A Garçonièrie de Meu Marido ) |
| 1970 | Betão Ronca Ferro          | dona Neusa                            |
| 1959 | Meus Amores no Rio         | [ 2 ]                                 |
| 1958 | O Preço da Ilusão          | Teresa                                |
| 1958 | Rebelião em Vila Rica      |                                       |
| 1953 | Esquina da Ilusão          | Inês                                  |
| 1952 | Appassionata               | Florinda                              |
| 1951 | Presença de Anita          | Augusta                               |
| 1951 | Susana e o Presidente      |                                       |

### Televisão
| Ano  | Título                               | Personagem                   |
| ---- | ------------------------------------ | ---------------------------- |
| 1976 | Os Apóstolos de Judas                | Dulce                        |
| 1975 | Meu Rico Português                   | Srª. Veridiana Pires Camargo |
| 1972 | Vitória Bonelli                      | Esmeralda                    |
| 1971 | A Fábrica                            | Marta                        |
| 1969 | Nino, o Italianinho                  | Dona Virgínia                |
| 1968 | Ricardinho: Sou Criança, Quero Viver | Norma Oliveira               |
| 1968 | O Santo Mestiço                      | Caroliny                     |
| 1967 | O Grande Segredo                     | —                            |
| 1967 | Estrelas no Chão                     | Augusta                      |
| 1967 | Éramos Seis                          | Tia Emília                   |
| 1967 | Yoshico, um Poema de Amor            | Yoko San                     |
| 1967 | A Ponte de Waterloo                  | —                            |
| 1965 | Somos Todos Irmãos                   | Dona Mariana Villar          |